# Валя-Маре-де-Кріш (Біхор)
Валя-Маре-де-Кріш (рум. Valea Mare de Criș) — село у повіті Біхор в Румунії. Входить до складу комуни Бород.
Село розташоване на відстані 394 км на північний захід від Бухареста, 50 км на схід від Ораді, 81 км на захід від Клуж-Напоки.

## Населення
За даними перепису населення 2002 року у селі проживали 511 осіб, усі — румуни. Усі жителі села рідною мовою назвали румунську.